# 神權政治
神權政治（英語：Theocracy），或稱神權政體，是一种專制政治體制，在这种政体中，某种神明被认为是最高的统治权威，为管理政治事务的現世代理人提供神圣的指引。神權政治的國家元首即神的代理人——具有神性且为宗教领袖，而世俗的国家元首利用宗教組織行使权力仅是政教合一制度。
现存的神權政治國家多以一神教為主要信仰，如尊奉伊斯蘭教法（沙里亚法）的伊斯兰国家：伊朗伊斯蘭共和國、阿富汗伊斯蘭酋長國、以及沙烏地阿拉伯（也有观点认为其属君主专制）；但并非所有实施伊斯蘭教法的国家，都被归类为神权政体。此外，梵蒂岡城國由天主教會最高權力機構聖座統治，因此亦類似於神權政體。

## 來源
神權政治一詞起源於希臘文「θεοκρατία」，意為“上帝的統治”。反過來，這是從θεός（theos）表示“上帝”和κρατέω（krateo）表示“統治”的。因此，希臘語中這個詞的意思是“神統治”或神的人類化身。
約瑟夫斯的定義一直被廣泛接受，直到啟蒙時代為止，那時該術語開始收集更多的普遍性和負面含義，尤其是在黑格爾的手中。有記載的第一個英語用法是在1622年，意思是“神聖靈感下的政府”（例如在國王崛起之前的聖經以色列中）。從1825年開始記錄“行使政治和民事權力的祭司或宗教團體”的含義。

## 历史

### 中东
- 四大哈里發時代（公元632年至661年）

### 日内瓦共和国
瑞士宗教改革家，新教加尔文宗（在法国称胡格诺派）创始人约翰·加尔文约1534年成为新教徒。因受政府迫害，化名逃往瑞士巴塞尔。1536年在巴塞尔出版《基督教要义》。该书提出了系统的新教神学理论，是宗教改革时期影响最大的一部著作。此后，除短期被迫离开外，一直在日内瓦领导宗教改革。在他的领导下，日内瓦成为政教合一的神权共和国和宗教改革的中心，加尔文宗传播到欧洲各国。因此，有人称加尔文是“新教的教宗”，日内瓦是“新教的罗马”。1564年5月27日死于日内瓦。有《加尔文全集》52卷传世。
加尔文宗设计了一个民主和共和的教会组织形式，强调神职官员都要实行民主选举、神权共和。基于这一思想，加尔文在日内瓦创立了神权共和国，它直接影响了发动尼德兰革命的加尔文教徒──资产阶级和新贵族，他们在尼德兰北部推翻西班牙统治后，便以加尔文教为指导思想，以日内瓦神权共和国为蓝本创立了荷兰共和国。

### 現代
伊朗在伊斯兰革命後也以類似加尔文宗的方式，建立什葉派伊斯蘭神權共和制度的伊朗伊斯蘭共和國。

## 現今
| 政权         | 存在时期      | 政治体制     | 國家元首           | 國家元首姓名                       | 政府首腦                 | 政府首腦姓名       | 宗教領袖職稱   | 宗教領袖                           | 國徽 | 地圖 |
| ------------ | ------------- | ------------ | ------------------ | ---------------------------------- | ------------------------ | ------------------ | -------------- | ---------------------------------- | ---- | ---- |
| 梵蒂冈       | 1929年2月11日 | 选举君主制   | 梵蒂冈城國國家元首 | 良十四世                           | 宗座梵蒂冈城国委员会主席 | 拉法埃拉·彼得里尼  | 教宗           | 良十四世                           |      |      |
| 沙烏地阿拉伯 | 1932年9月23日 | 君主專制     | 沙特阿拉伯國王     | 萨勒曼·本·阿卜杜勒-阿齐兹·阿勒沙特 | 沙特阿拉伯首相           | 穆罕默德·賓·沙爾曼 | 兩聖地監護人   | 萨勒曼·本·阿卜杜勒-阿齐兹·阿勒沙特 |      |      |
| 伊朗         | 1979年4月1日  | 伊斯蘭共和國 | 伊朗最高领袖       | 阿里·哈梅內伊                      | 伊朗總統                 | 馬蘇德·裴澤斯基安  | 伊斯蘭革命領袖 | 阿里·哈梅内伊                      |      |      |
| 阿富汗       | 2021年8月19日 | 伊斯蘭酋長國 | 阿富汗最高领袖     | 海巴图拉·阿洪扎达                  | 阿富汗总理               | 哈桑·阿洪德        | 信士的長官     | 海巴图拉·阿洪扎达                  |      |      |

## 過去

### 古埃及
法老被认为是太阳神拉的后代。

### 日本
天皇在历史上被尊为神道教太阳女神天照的后裔，通过这一世系，天皇以「現人神」的身份統治日本，是具有神性的君主。大日本帝国時代所推行的「國家神道」以此為理論之一，是當時日本實際上的國教。

### 神圣罗马帝国
神圣罗马帝国（德语：Heiliges Römisches Reich；拉丁语：Sacrum Romanum Imperium），962年到1157年的官方名称为罗马帝国（拉丁语：Imperium Romanum），在1157年到1512年改称神圣罗马帝国，最后于1512年到1806年因帝国主体民族德意志民族意识抬头而定名德意志民族神圣罗马帝国（德语：Heiliges Römisches Reich deutscher Nation；拉丁语：Sacrum Romanorum Imperium nationis Germanicae），神圣罗马帝国是一个962～1806年在中欧的选举君主制帝国，在非欧洲的史学界也能被归入西欧，其版图以俗称德意志王国的日耳曼人居住区，即整个德国、奥地利和捷克为核心，在巅峰时期还包括波兰的西半部、瑞士、弗里西亚王国（今荷兰、比利时和卢森堡）、勃艮第王国（今法国东部）、意大利王国（今北意大利）的庞大多民族国家。
神圣罗马帝国是962年至1806年在西欧和中欧的国家，版图以日耳曼尼亚为核心，包括一些周边地区，在巅峰时期包括了意大利北部、勃艮第和弗里西亚（今低地国家）。帝国在建立初期是一个普通的封建君主制国家，皇帝拥有实际的权力。后来逐渐成为由数百个更小的诸侯国所组成的徒有国家之名的松散的政治联盟。
1356年，查理四世颁布金玺诏书，确认皇帝须由七大选帝侯推选。在帝国中后期，奥地利大公国的哈布斯堡王朝通过皇室联姻和金钱贿赂，长期垄断神圣罗马帝国皇位长达400年之久，奥地利的首都维也纳也成为帝国的实际上的首都。
1806年，在拿破仑的勒令下，弗朗茨二世于8月6日放弃神圣罗马皇帝尊号，仅保留奥地利帝国皇帝称号，神圣罗马帝国从此灭亡。

### 以色列
早期的以色列在君主制之前由判官统治。士師被认为是耶和华神的代理。

### 西方古典时代
罗马帝国以及许多其他君主制国家的君主崇拜，神化了君主。国教通常致力于将统治者奉为神灵或其化身。

### 藏传佛教
1642年，西藏的甘丹頗章政權开始实行统一的宗教统治，当时第五世达赖喇嘛与固始汗的军事力量联合，以格鲁派领袖的身份巩固了政治权力。
1911年外蒙古独立后，第八世哲布尊丹巴呼圖克圖的大蒙古国也被认为是格鲁派神權政治。

### 中国
商代的君主与其至高神都称为帝，周朝后开始称谓为天子，且为国家主祭，类似于最高祭司。
19世纪太平天国是第一个异端神权政体。

### 阿拉伯帝國
伊斯兰教逊尼派规定，哈里发由穆斯林或其代表选出。然而什叶派的追随者认为哈里发应该从聖裔中伊瑪目挑选出。

### 拜占庭帝国
拜占庭帝国经过政教合一，皇帝既是公民的领袖，也是教会或法律的最终权威。皇帝被认为是上帝的代表，作为一个绝对的独裁者统治。

### 芒斯特（16世纪）
1533年至1535年，新教领袖杰·马蒂斯创造了一个重浸派和千禧年主义政权。货币被废除，任何违反十诫的行为都会被处以死刑。尽管有虔诚的意识形态，一夫多妻制还是被允许的。1535年弗朗茨.冯·瓦尔德克夺回了芒斯特，结束了王国的存在。

### 波斯
在阿契美尼德王朝时期，祆教是国教。波斯国王被称为虔诚的祆教徒，以祆教法律阿沙统治。

## 關連項目
- 政教合一
- 教宗
- 君權神授說
- 哈里發
- 兩聖地監護人
- 宗教警察
- 伊瑪目
- 馬爾賈
- 妥拉
- 喇嘛
- 精神領袖
- 國教
- 虛構神權政治（英语：List_of_fictional_theocracies）
- 科幻中的宗教（英语：List of religious ideas in science fiction）

## 延伸閲讀
- Ankerl, Guy. . INU societal research, vol. 1: Coexisting contemporary civilizations: Arabo-Muslim, Bharati, Chinese, and Western. Geneva: INU Press. 2000. ISBN 978-2-88155-004-1.
- Hirschl, Ran. Constitutional Theocracy （页面存档备份，存于）. Harvard University Press, 2010. ISBN 0-674-04819-9、978-0-674-04819-5.
- （法語） Baslez, Marie-Françoise and Schwentzel, Christian-Georges.Les dieux et le pouvoir: aux origines de la théocratie. Presses Universitaires de Rennes, 2016. ISBN 978-2-7535-4864-0.

## 外部連結
- Biblical Theocracy （页面存档备份，存于）, etext of a book by Stephen Palmquist (Philopsychy Press, 1993).
- Dominionism, sacralism and theocracy （页面存档备份，存于） – Rachel Tabachnik, Dr. John MacArthur, Dr. Martin Erdmann, Rudolf Ebertshäuser, Sarah Leslie, Discernment Ministries Inc. u.v.m, Eds (English + German)
- Freedom of Religion in Israel （页面存档备份，存于）
- "Is Judaism a Theocracy?" （页面存档备份，存于）

template:Relpolnav
template:Authoritarian types of rule